# McColo
McColo fue un proveedor de servicios de hosting web que, por un largo tiempo, fue la fuente de la mayoría de las actividades de envío de spam en el mundo entero. A finales del 2008, la compañía fue desmantelada por dos proveedores: Global Crossing y Hurricane Electric debido a la gran cantidad de malware y botnets que generaban tráfico desde los servidores de McColo

## Historia
McColo fue formada por un estudiante y hacker ruso de 19 años llamado Nikolai. Su nickname era "Kolya McColo", de ahí el nombre del proveedor.

## Tráfico de malware
Al momento de termina su servicio, el 11 de noviembre del 2008, se estima que los clientes de McColo fueron responsables de una proporción sustancial de todo el spam de correos electrónicos de ese momento y los reportes subsiguientes anunciaron una reducción de dos tercios en el volumen global de spam. Esta reducción ha sido sostenida durante un tiempo después del desarme. McColo fue uno de los jugadores clave del llamado mercado del "hosting a prueba de balas" - proveedores de servicios de internet que permiten a los servidores permanecer en línea a pesar de las quejas.
De acuerdo a Ars Technica y otras fuentes, los ISPs Global Crossing y Hurricane Electric terminaron el servicio cuando fueron contactados por Brian Krebs y el blog The Washington Post Security Fix. pero múltiples reportes fueron publicados por organizaciones como SecureWorks, FireEye y ThreatExpert, todos nombrando a McColo como el host de una gran parte del tráfico de botnets del mundo. De acuerdo a Joe Stewart, director de investigación de malware en SecureWorks: Mega-D, Srizbi, Pushdo, Rustock y Warezov eran botnets cuyos servidores principales estaban en McColo; se hacían numerosas quejas pero McColo simplemente movía los servidores y sitios problemáticos a diferentes subredes. Spamhouse.org reportó encontrar cerca de 1.5 millones de computadoras infectadas con Srizbi o Rustock enviando spam en una semana promedio.